# My Life as Liz
My Life As Liz é uma Série de TV da MTV que explora a vida na High School Burleson pelos olhos de Liz Lee, uma menina sarcástica, independente, e extremamente crítica em relação à conservadora Burleson, no Texas, sua cidade natal. Estreou nos Estados Unidos no dia 18 de janeiro de 2010. No Brasil estreou em 13 de Abril de 2010 às 20:00 na MTV Brasil. 
A segunda temporada da série já foi confirmada para estrear nos Estados Unidos em 8 de fevereiro, ela falará da chegada de Liz Lee à Nova York e as suas novas experiências. A segunda temporada já foi ao ar.

## Resumo da série
A primeira temporada da série fala sobre a vida de Liz Lee. Ela mora em Burleson, Texas. É uma garota extremamente orgulhosa por ser uma 'nerd' e é feliz com os amigos que tem. A série também foca sua principal adversária, Cori Cooper, e suas seguidoras, Taylor Terry e Tori, juntamente com todos os amigos de Liz tais como: Sully, Cameron, Miles e Troy. A primeira parte da série mostra a jornada de Liz no seu último ano do ensino médio, as incansáveis brigas com sua rival, Cori Cooper e o possível romance com o seu colega de classe, Bryson Gilreath. Devido ao grande sucesso da primeira temporada, a MTV renovou o contrato da série. Na segunda temporada, Liz se muda pra Nova York e lá conhece Louis, um músico independente. Com muitas idas e vindas, os amigos de Liz vão para Nova York e Bryson se estabelece na cidade. A segunda temporada estreou em 8 de fevereiro de 2011 nos Estados Unidos, mas ainda não tem previsão de quando será exibida no Brasil.

## Personagens

### Elizabeth "Liz" Lee
Liz é a protagonista da série. Ela é independente, "não-conformista", e é extremamente crítica em relação à sua cidade natal, Burleson, Texas. Ela sente que na sua cidade as pessoas tem mentes muito fechadas. Ela admite que costumava se a típica garota certinha até Cori Cooper traí-la. Ela gosta de ler histórias em quadrinhos e é obcecada com Star Wars. Na primeira temporada mostra como ela lida com os dramas adolescentes, às vezes tendo Cori envolvida. No episódio "My Secret Valentine", ela começa a desenvolver uma queda por seu amigo, Bryson, mesmo ele tendo uma namorada no momento. A amizade deles fica cada vez mais forte e ele a ajuda durante o show de talentos da escola, até toca violão do seu lado para a deixar menos nervosa durante a apresentação. Apesar da amizade deles, Bryson rejeita seu pedido de ir ao baile, o que faz Liz querer esquecê-lo. Mas no final da primeira temporada, Bryson finalmente confessa seus sentimentos para Liz. Depois do colegial, ela se muda para Nova York para participar do Pratt Institute. No entanto, ela conhece poucas pessoas e tem problemas com sua relação a distância com Bryson. Foi em Nova York onde ela conhece Louis, um possível namorado quando Bryson foi desonesto com ela no episódio "The Morning After".

### Bryson Gilreath
Paixão de Liz durante a primeira temporada, apesar de Bryson ter uma namorada. Eles quase se beijaram no final da primeira temporada, mas seus amigos estranhamente aplaudiram-nos antes do beijo. Na segunda temporada, Bryson surpreende Liz em Nova York e eles finalmente se beijam, porém, Liz descobre que Bryson supostamente tem uma namorada em sua cidade, Austin. No fim da temporada, Bryson admite que ama Liz.

### Colin "Sully" Sullivan
Melhor amigo de Liz, que é secretamente apaixonado por ela. Sully pode ser um coringa real, mas ele sempre faz o que pode para ajudar Liz. Depois de um tempo, ele se apaixona por Marlene, uma garota que conheceu em Nova York na segunda temporada.

### Cameron Frittz
Parte do grupo de amigos de Liz. Cameron também está na classe de Produção de TV e com Taylor Terry.

### Troy Yingst
Troy faz parte do grupo de amigos de Liz e sua participação é maior na segunda temporada, quando vai para Nova York com seus amigos do Texas.

### Miles Reed
Miles faz parte do grupo de amigos de Liz e sua participação é maior na segunda temporada, quando vai para Nova York com seus amigos do Texas.

### Annie Earnest
Prima de Liz, bastante engraçada e bem anormal, se muda para a Índia na primeira temporada.

### Cori Cooper
A antagonista da série. A ex-melhor amiga de Liz, que guarda um ódio por ela após uma briga. 
Ela é vista como a líder do bando popular e prepotente da história. 

### Taylor Terry
Taylor, uma caloura, foi uma das mais populares na escola e estava na panelinha principal Cori Cooper. Mas da metade até o fim da série se torna a melhor amiga de Liz. Na segunda temporada, Taylor se muda para Nova York.

### Louis
Conheceu Liz quando a tirou de uma caçamba de lixo em Nova York. Tem uma banda com Jordan, sua melhor amiga. Louis conhece Liz no começo da segunda temporada e torna-se o seu confidente.

### Jordan
Amiga de Louis, tem uma banda e mora com ele.

### Mark
Amigo de Liz, mora com ela em NY. Faz shows como Drag Queen.

## Opinião
A série de TV "My Life as Liz" retrata de forma cômica a vida de um tipico Nerd introvertido, sendo fácil a identificação pelos mesmos.